# Kirsti Sparboe
Kirsti Sparboe, född 7 december 1946 i Tromsø, Norge, är en norsk sångare och skådespelare. Hon var tidigare gift med Benny Borg.
Hon har vunnit Norsk Melodi Grand Prix tre gånger, 1965 med "Karusell", 1967 med "Dukkemann" och 1969 med "Oj, oj, oj, så glad jeg skal bli", men hon är kanske mest känd för den tyska låten "Ein Student aus Uppsala" ("En student från Uppsala") som blev hennes mest populära låt i Tyskland.

## De mest kända låtarna
- "Karusell" (1965)
- "Sprattelman (Dukkeman)" (1967)
- "Ein Student aus Uppsala" (1969)
- "Oj, oj, oj så glad jeg skal bli" (1969)
- "Pierre, der Clochard" (1969)

## Bidrag i Melodi Grand Prix och ESC
Kirsti Sparboes bidrag i Melodi Grand Prix / Eurovision Song Contest:
- "Karusell" (1965)
- "Gi meg fri" (1966)
- "Lørdagstripp" (1966)
- "Dukkemann" (1967)
- "Stress" (1968)
- "Jeg har aldri vært så glad i noen som deg" (1968)
- "Oj, oj, oj så glad jeg skal bli" (1969)
- "Pierre, der Clochard" (1970) (deltog i Vest-Tyskland)
- "Lillebror" (1972)
- "Yo-Yo" (1974) (med Kjersti Døvigen)
- "Sang" (1977) (med Benny Borg)
- "Poker" (1977)
- "Det er hans land" (1977)